# Edwin Fábrega (Veraguas)
Edwin Fábrega es un corregimiento del distrito de Santiago en la provincia de Veraguas, República de Panamá. La localidad tiene 3.434 habitantes (2010).
Su nombre proviene del político, ingeniero y rector Edwin Fábrega (1929-1983).